# 平口洋
平口 洋（ひらぐち ひろし、1948年8月1日 - ）は、日本の政治家、建設・国土交通官僚。自由民主党所属の衆議院議員（6期）、自由民主党政務調査会副会長、同報道局長、同広島県支部連合会長。
法務副大臣（第4次安倍第1次改造内閣）、環境副大臣（第3次安倍第1次改造内閣）、法務大臣政務官（第2次安倍内閣）、衆議院政治倫理の確立及び公職選挙法改正に関する特別委員長、同農林水産委員長、同法務委員長、自由民主党政務調査会国土交通部会長、同厚生労働部会長、自由民主党副幹事長、国土交通省河川局次長、日本道路公団総務部長、秋田県警察本部長などを歴任。

## 経歴
広島県安芸郡江田島村（現・江田島市）生まれ。現住所は広島市西区己斐本町2丁目。広島学院中学校・高等学校卒業。1972年3月、東京大学法学部卒業。同年4月、建設省（現・国土交通省）入省。在職中、ペンシルベニア大学大学院に留学し、帰国後、中部地方建設局総務部長、秋田県警本部長、日本道路公団総務部長、建設省河川局次長などを歴任。2001年、国土交通省退官。
2003年、第43回衆議院議員総選挙に広島2区から無所属の会公認で立候補するが、落選。
2005年、第44回衆議院議員総選挙に再び広島2区から今度は自由民主党公認で立候補し、民主党の松本大輔を破って初当選。
2008年2月13日、平成研究会（津島派）に正式に入会。
2009年、第45回衆議院議員総選挙で前回下した松本に敗れ落選。
2012年、第46回衆議院議員総選挙で前回敗れた松本を破り当選、国政に復帰。2013年、法務大臣政務官就任（2014年9月退任）。
2014年、第47回衆議院議員総選挙で3選。2015年、環境副大臣就任。
2017年、第48回衆議院議員総選挙で4選。2018年、法務副大臣就任。
2021年、第49回衆議院議員総選挙で5選。
2022年12月23日、改正公職選挙法が28日に執行されるのを前に自民党は72選挙区で公認候補者が決定され、自らは新広島2区の支部長に就任した。
2024年、第50回衆議院議員総選挙で6選。

## 政策
- 憲法改正に賛成[13]。
- 2030年代の原子力発電所稼働ゼロを目指す民主党政権（当時）の目標に反対[13]。
- 選択的夫婦別姓制度導入について、「どちらとも言えない」としている[14]。
- 「消費税アップがいよいよ現実味を帯びてきました。しかし国民に大きな負担増を強いる前に、まずしなければならないことがあります。「①公務員を減らす②官僚の「必要経費」にメスを入れる③議員を減らす」以上の3点です。国会で行われている議論では、こうした点が抜け落ちていることが残念でなりません。まず公務員の削減から訴えたいと思います。公務員は国と地方で合わせて約360万人います。年間の人件費や物件費は約38兆円にのぼります。これを約200万人に抑えることができれば、現行の消費税（5%で約13兆円）を超える額を節約することが可能になります。」とし、公務員の削減を主張している[15]。

## エピソード
- 2008年、広島県廿日市市内で、1人で街頭演説中に、男から胸ぐらをつかまれるなどの暴行を受け、首に軽傷を負った[16]。

## 選挙歴
| 当落 | 選挙                   | 執行日         | 年齢 | 選挙区      | 政党       | 得票数     | 得票率 | 定数 | 得票順位 /候補者数 | 政党内比例順位 /政党当選者数 |
| ---- | ---------------------- | -------------- | ---- | ----------- | ---------- | ---------- | ------ | ---- | ------------------ | ---------------------------- |
| 落   | 第43回衆議院議員総選挙 | 2003年11月09日 | 55   | 広島県第2区 | 無所属の会 | 6万1472票  | 28.30% | 1    | 2/5                | /                            |
| 当   | 第44回衆議院議員総選挙 | 2005年09月11日 | 57   | 広島県第2区 | 自由民主党 | 12万9462票 | 50.78% | 1    | 1/3                | /                            |
| 落   | 第45回衆議院議員総選挙 | 2009年08月30日 | 61   | 広島県第2区 | 自由民主党 | 11万238票  | 41.61% | 1    | 2/3                | 8/4                          |
| 当   | 第46回衆議院議員総選挙 | 2012年12月16日 | 64   | 広島県第2区 | 自由民主党 | 10万9823票 | 49.74% | 1    | 1/4                | /                            |
| 当   | 第47回衆議院議員総選挙 | 2014年12月14日 | 66   | 広島県第2区 | 自由民主党 | 10万2719票 | 52.21% | 1    | 1/3                | /                            |
| 当   | 第48回衆議院議員総選挙 | 2017年10月22日 | 69   | 広島県第2区 | 自由民主党 | 9万6718票  | 47.89% | 1    | 1/5                | /                            |
| 当   | 第49回衆議院議員総選挙 | 2021年10月31日 | 73   | 広島県第2区 | 自由民主党 | 13万3126票 | 65.24% | 1    | 1/2                | /                            |
| 当   | 第50回衆議院議員総選挙 | 2024年10月27日 | 76   | 広島県第2区 | 自由民主党 | 8万2443票  | 44.97% | 1    | 1/4                | /                            |

## 所属団体・議員連盟
- 自民党たばこ議員連盟[17]
- 日本会議国会議員懇談会[18]
- 神道政治連盟国会議員懇談会[18]
- TPP交渉における国益を守り抜く会
- 再チャレンジ支援議員連盟
- 83会